# 阿卢瓦
阿卢瓦（法語：Halloy，法語發音：[alwa]）是法国瓦兹省的一个市镇，属于博韦区。

## 地理
阿卢瓦（49°39'14"N, 1°56'26"E）面积3.84 平方千米，位于法国上法蘭西大區瓦兹省，该省份为法国北部内陆省份，北起索姆省，西接厄尔省和滨海塞纳省，南至塞纳-马恩省和瓦兹河谷省，东临埃纳省。
与阿卢瓦接壤的市镇（或旧市镇、城区）包括：布里奥、桑皮、格朗维利耶、蒂约卢瓦圣安托万。

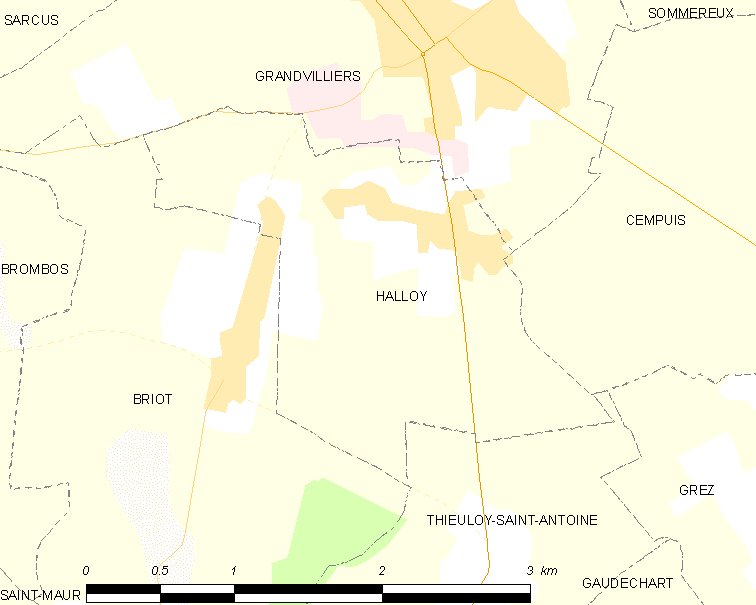
阿卢瓦的OSM定位图

阿卢瓦的时区为UTC+01:00、UTC+02:00（夏令时）。

## 行政
阿卢瓦的邮政编码为60210，INSEE市镇编码为60295。

## 政治
阿卢瓦所属的省级选区为格朗维利耶县。

## 人口

1962-2008年间阿卢瓦人口变化图示

阿卢瓦于2022年1月1日时的人口数量为439人。